# Slaghmuylder's Kerstbier
Slaghmuylder’s Kerstbier is een Belgisch pilsbier.
Het bier wordt gebrouwen in Brouwerij Slaghmuylder te Ninove. Het is een blond pilsbier met een alcoholpercentage van 5,2%. Deze extra gehopte pils werd erkend als streekproduct. Het is eerder uitzonderlijk dat een blonde pils als kerstbier uitgebracht wordt.